# 위 (성씨)
위(魏, 韋, 衛, 尉)씨는 중국과 한국의 성씨이다.

## 나라 위 魏
중국
위(魏, 병음 Wei)씨는 중국 주나라 주문왕(周文王)의 아들 필공고(畢公高)의 자손 필만(畢萬)이 진(晉)나라에 관적하면서 위(魏)를 봉읍으로 받아 그 지명을 성으로 하면서 시작되었으며, 후에 그 공족이 진(晉)나라에서 위(魏)나라를 건국하여 분리되었다. 그리고 고대 초나라에 위염(魏冉)이라는 인물이 위(魏)씨로 개성하였다고 한다. 5호 16국 시대 북위 선비족이 위(魏)씨로 창성하였다. 또한 소수 민족 토가족, 몽골, 이족에서도 나타나는 성씨라고 한다.

한국
위 - 명사
1.명사 어떤 기준보다 더 높은 쪽. 또는 사물의 중간 부분보다 더 높은 쪽.
2.명사 길고 높은 것의 꼭대기나 그쪽에 가까운 곳.
3.명사 어떤 사물의 거죽이나 바닥의 표면.

### 한국의 성씨
장흥 위씨(長興 魏氏) 
위(魏)씨는 2015년 대한민국 통계청 인구조사에서 31,342명으로 조사되어, 한국의 성씨 인구 77위이다. 본관은 장흥(長興) 단본이다.
시조 위경(魏鏡)은 중국 관서(關西) 홍농(弘農) 사람으로 638년 신라 선덕여왕의 초청으로 당 태종이 파견한 팔학사의 일원으로 신라에 동래하였다고 한다. 위경(魏鏡)은 신라에서 문하습비후(門下拾非侯)·아찬(阿湌)·상서시중(尙書侍中)을 역임하고 회주군(懷州君)에 봉해졌다.
고려 초 대각간시중(大角干侍中)을 지낸 위창주(魏菖珠)를 중시조로 삼아 세계를 이어왔다.
위창주의 5세손 위계정(魏繼廷)이 고려 문종 때 문과에 급제한 후 1105년(예종 1년)에 문하시중(門下侍中)에 이르렀다.
장흥 위씨는 조선시대 문과 급제자 13명을 배출하였다.

강화 위씨(江華 韋氏) 
위(韋)씨는 2015년 대한민국 통계청 인구조사에서 834명으로 조사되었다. 본관은 강화(江華) 단본이다.
시조 위수여(韋壽餘)는 중원(中原) 출신으로 960년(고려 광종 11) 고려에 동래(東來)하여 사선관(司膳官)이 되었고, 1009년(현종 즉위년)에는 문하시랑평장사(門下侍郎平章事)가 되었으며, 1012년(고려 현종 3년) 문하시중(門下侍中) 상주국(上柱國)으로 강화백(江華伯)에 봉해졌다.

## 다룸가죽 위 韋

### 중국
위(韋, 병음 Wei)씨는 전욱고양씨의 후예인 초나라 성씨이다. 초나라 왕족이 경조(京兆) 속한 위(韋)지역 호족이 지역명을 성으로 하였다.
초나라 공족인 팽조(彭祖)의 손자가 위(韋)땅에 봉해져 팽씨에서 위(韋)씨로 변경하였다. 한신(韓信)의 후손이 여태후(呂太后)의 보복을 피하기 위해 위(韋)땅으로 도피하여 위(韋)씨로 개성하였다. 장족이 사용하는 성씨이고, 양성에서 개성한 위씨가 있다. 소수민족 묘(苗), 요(瑤), 무료(仫佬) 등에서 나타나는 성씨이다. 청조에서 사성한 위(韋)씨가 있다고 한다.

## 지킬 위 衛
위(衛, Wei)씨는 주무왕의 동생으로 전하는 강숙(康叔)이 위(衛)나라에 봉해지고 후손들이 성으로 하였다고 전한다. 인물로는 전국시대 위나라 출신의 진나라 전략가 위앙(衛鞅)이 있었다. 그는 위나라에서 태어나 진나라에서 관적하였다.
위만(衛滿)이 기자조선(箕子朝鮮)의 준왕(準王)을 쫓아내고 왕위를 찬탈하여 위만조선(衛滿朝鮮)의 국왕이 되었다.
다른 계통으로는 5호 16국 시대 북위 선비족이 위씨로 창성했다고 한다.
위(衛)씨는 2015년 대한민국 통계청 인구조사에서 8명으로 조사되었다. 본관은 한양 단본이다.

## 벼슬 위 尉
위 (尉)씨는 중국의 성씨로 인구수가 적다. 위(尉)는 고대에는 유로 발음되는 성씨로 하나라에서 처음 계출 되었고, 춘추전국시대 정나라에서도 추가로 파생되었다. 5호 16국 시대 북위 선비족이 창성하였다. 기타 소수 민족들도 사용하는 성씨이다.

## 같이 보기
- 魏姓
- 韋姓
- 衛姓
- 尉姓